# Троицкий (Верхнехавский район)
Троицкий — посёлок в Верхнехавском районе Воронежской области.
Входит в состав Спасского сельского поселения.

## География

### Улицы
- ул. Озерная,
- ул. Свободы.

## Население
| 2000 | 2005 | 2010 |
| ---- | ---- | ---- |
| 27   | ↘19  | ↘15  |